# Великочий Володимир Степанович
Володимир Степанович Великочий (нар. 1 березня 1968, Городенка, Івано-Франківська область, УРСР) — доктор історичних наук, професор, член-кореспондент Академії туризму України, директор Інституту туризму ПНУ ім. Стефаника.

## Біографія
Народився 1 березня 1968 р. у м. Городенка Івано-Франківської області УРСР (нині Україна).
У 1985 р. закінчив середню школу № 2 м. Городенки на відмінно, із золотою медаллю та вступив на перший курс історичного факультету Івано-Франківського державного педагогічного інституту імені Василя Стефаника. У 1986—1988 рр. проходив військову службу в Радянській армії. У 1988 р. відновив навчання на історичному факультеті Івано-Франківського державного педагогічного інституту, який у 1992 р. закінчив з дипломом з відзнакою.
Після закінчення навчання працював педагогом школи-інтернату № 1 м. Івано-Франківська (1992—1993 рр.), вчителем історії ЗОШ № 12 м. Івано-Франківська (1993—1995 рр.).
У 1995—1997 рр. — співробітник Відділу регіональних проблем Інституту політичних та етнонаціональних досліджень НАН України і Прикарпатського університету імені Василя Стефаника.

## Наукова діяльність
У 1999 р. Володимир Степанович успішно захистив наукову дисертацію на здобуття наукового ступеня кандидата історичних наук за спеціальністю 07.00.06 «Історіографія, джерелознавство та спеціальні історичні дисципліни» на тему: «Історія ЗУНР: джерела до вивчення державного будівництва». У квітні 2002 року рішенням ВАК України присуджено вчене звання доцента кафедри історіографії і джерелознавства.
У 2001—2003 рр. — перший помічник ректора Прикарпатського університету імені Василя Стефаника.
Кандидат в народні депутати України 2002, 2006 р.
У 2003—2005 рр. — проректор з міжнародного співробітництва,  з вересня 2003 р. Володимир Степанович — директор Інституту туризму і менеджменту цього ж університету за сумісництвом.
З 01.03.2005 р. і до сьогодні — директор Інституту туризму Прикарпатського національного університету імені Василя Стефаника. Крім того, з липня 2010 року Володимир Степанович Великочий — завідувач кафедри туризмознавства і туристичних спеціалізацій ПНУ ім. Василя Стефаника. На посаді проректора з міжнародного співробітництва Прикарпатського університету імені Василя Стефаника став ініціатором створення в університеті науково-дослідного Центру полоністики. Його відкриття було включено до плану заходів відзначення Року Республіки Польща в Україні, яке відбулося 25 вересня 2004 року. Є одним з авторів розробки Концепції розвитку туризму в Україні до 2020 р., Стратегії  й Програми розвитку туризму в Івано–Франківській області до 2015 р.
У 2010 році успішно захистив дисертацію на здобуття наукового ступеню доктора історичних наук в Інституті історії України НАН України на тему: «Українська історіографія суспільно-політичних процесів у Галичині 1914—1919 рр.: умови становлення, етапи розвитку, особливості». Науковий керівник професор Реєнт Олександр Петрович.
Ініціатор створення в 2010 році в Прикарпатському національному університеті науково–дослідного центру розвитку туризму імені Миколи Шкрібляка.
У 2012 році Володимиру Степановичу було присуджено вчене звання професора кафедри історіографії і джерелознавства, члена-кореспондента Академії туризму України.
Являється учасником Правління Національної спілки краєзнавців України. З липня 2010 року професор Великочий — радник Голови Івано-Франківської обласної державної адміністрації на громадських засадах.

## Нагороди
- Нагороджений орденом Святого Володимира ІІІ ступеня УПЦ-КП (2004),
- медаль «День працівника освіти» (2012),
- медаль «Геродота Гелакарнаського» IV ступеня (2012),
- відзнака Державної туристичної адміністрації України «Почесний працівник туризму в Україні» (2003),
- нагрудний знак Міністерства освіти і науки України «Відмінник освіти України» (2008),
- «Відомий науковець року 2010»,
- «Почесний краєзнавець України» (2011),
- лауреат Івано-Франківської обласної премії імені Володимира Полєка (2012),
- обраний членом-кореспондентом Академії туризму України (2012),
- нагороджений премією Бориса Патона (2024).[7]
- Нагороджений Посольством Республіки Польща в Україні.[1]
- Медаль «70 років Збройних Сил СРСР»
- заслужений працівник освіти України[8]